# Liptena durbania
Liptena durbania är en fjärilsart som beskrevs av George Thomas Bethune-Baker 1915. Liptena durbania ingår i släktet Liptena och familjen juvelvingar. Inga underarter finns listade i Catalogue of Life.